# Retornats
"Retornats" és el terme amb què són denominats els descendents d'esclaus africans que han tornat a Àfrica després del seu alliberament, instal·lant-se en aquest continent de manera definitiva com a immigrants. També s'usa per designar als portuguesos instal·lats al seu imperi colonial que van haver d'emigrar a la metròpoli després de la descolonització a finalitats de la dècada de 1970.

## A Sud-amèrica i Carib
Abans d'abolir-se l'esclavitud als territoris d'Amèrica del Sud i del Carib a mitjan segle xix, grups de ex esclaus africans ja van realitzar el viatge de retorn a Àfrica, instal·lant-se principalment a les ciutats de la costa de l'actual Nigèria i després en menor mesura a Ghana.
Amb posterioritat al segle xix els contingents de Brasil, Cuba i altres països de Llatinoamèrica van ser significatius i van configurar diversos barris en ciutats com Lagos a Nigèria o Porto Novo a Benín, amb les comunitats denominades Tabom (ex esclaus de Brasil arribats a Ghana), i els Amarôs i Agudás (d'origen brasiler instal·lats a Togo, Benín i Nigèria.

## Als Estats Units
En el segle XX els retornats són fonamentalment d'origen estatunidenc que davant la florida de la segregació racial als Estats Units s'estableixen als països anglòfons d'Àfrica, principalment Ghana a causa de la trajectòria política panafricanista d'aquest país, amb la intenció de residir en un entorn que els permetés un major desenvolupament personal sense les limitacions dels Estats Units.
L'impuls dels retornats i dels esclaus alliberats o autoalliberats va ser decisiu en la fundació dels moderns Estats de Sierra Leone i Libèria a la costa occidental d'Àfrica.
La idea de «retorn a Àfrica» en aquests casos es comprèn des de l'òptica afroamericana de solidaritat amb un poble oprimit, una idea d'orígens sociològics com a reacció al racisme imperant al Sud Profund dels EUA i que guarda comparacions amb la història del poble jueu despullat de la seva terra, la narrativa del qual de l'Antic Testament va influir poderosament en clergues protestants de raça negra com a "inspiració" per promoure una "tornada a la terra ancestral", d'aquí el terme diàspora africana.

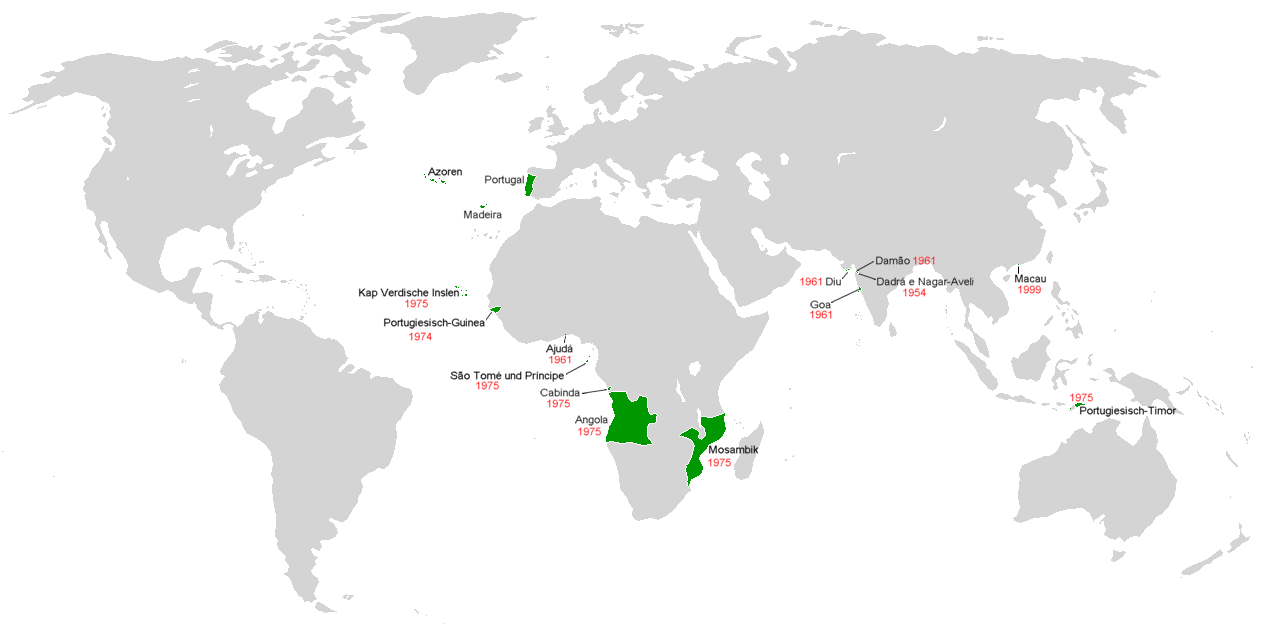
Antigues províncies ultramarines portugueses.

## El cas de Portugal
El terme retornat també és utilitzat en referència als portuguesos ètnics que van emigrar de les ex-colònies ultramarines a Portugal, principalment des d'Àfrica, amb el desenllaç de la Guerra Colonial Portuguesa entre els anys 1974 a 1976. En tant el govern de Portugal sorgit de la revolució dels clavells va impulsar la descolonització lliurant el govern de les colònies als moviments independentistes de Guinea Bissau, Angola i Moçambic, sense coordinació prèvia per a la transferència de govern, al punt que les autoritats portugueses es van retirar de manera sobtada i van abandonar els seus llocs al no rebre instruccions des de Lisboa, deixant enrere milers de civils portuguesos.
Les noves autoritats independentistes no es mostraven tolerants davant masses de milers de civils portuguesos residint en les colònies, considerant-los una potencial cinquena columna i van promoure la seva emigració massiva a la metròpoli, confiscant béns i suprimint ocupacions de portuguesos, que no van tenir més opció que emigrar entre 1975 i 1976 en un pont aeri de grans dimensions que en moltíssims casos va abastar famílies senceres.
Aquest grup humà arribaria al mig milió de persones i comprenia des de terratinents fins a botiguers, obrers, o buròcrates, que van haver d'abandonar en la seva gran majoria propietats, estris, ocupacions, i inclusivament diners ja que els escuts portuguesos "colonials" no eren moneda de curs legal a Portugal. Si bé molts "retornats" efectivament tornaven a la metròpoli després d'una absència de pocs anys (sobretot funcionaris i buròcrates) i els va ser fàcil reinserir-se en la societat portuguesa, molts altres "retornats" havien nascut a les colònies o hi havien viscut dècades i pràcticament desconeixien Portugal o mancaven de família i amistats en la seva "metròpoli", la qual cosa va generar una difícil assimilació. En la llur gran majoria, aquests "retornats" van residir durant anys en precàries condicions i mostrant hostilitat tant cap a l'Estat Nou com cap a la Revolució dels Clavells per considerar-se "abandonats a la llur sort" per tots dos règims.